# Herbert Leon

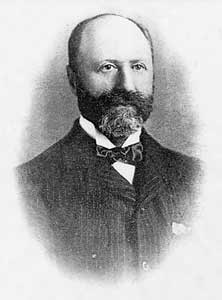
Herbert Leon (um 1900)

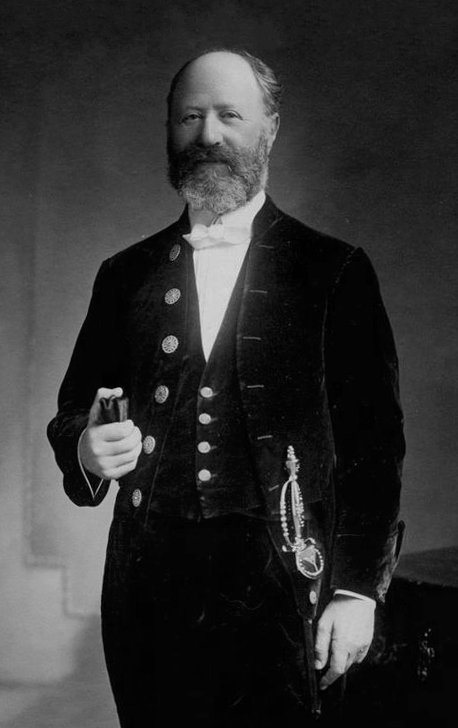
Sir Herbert Leon (um 1920)

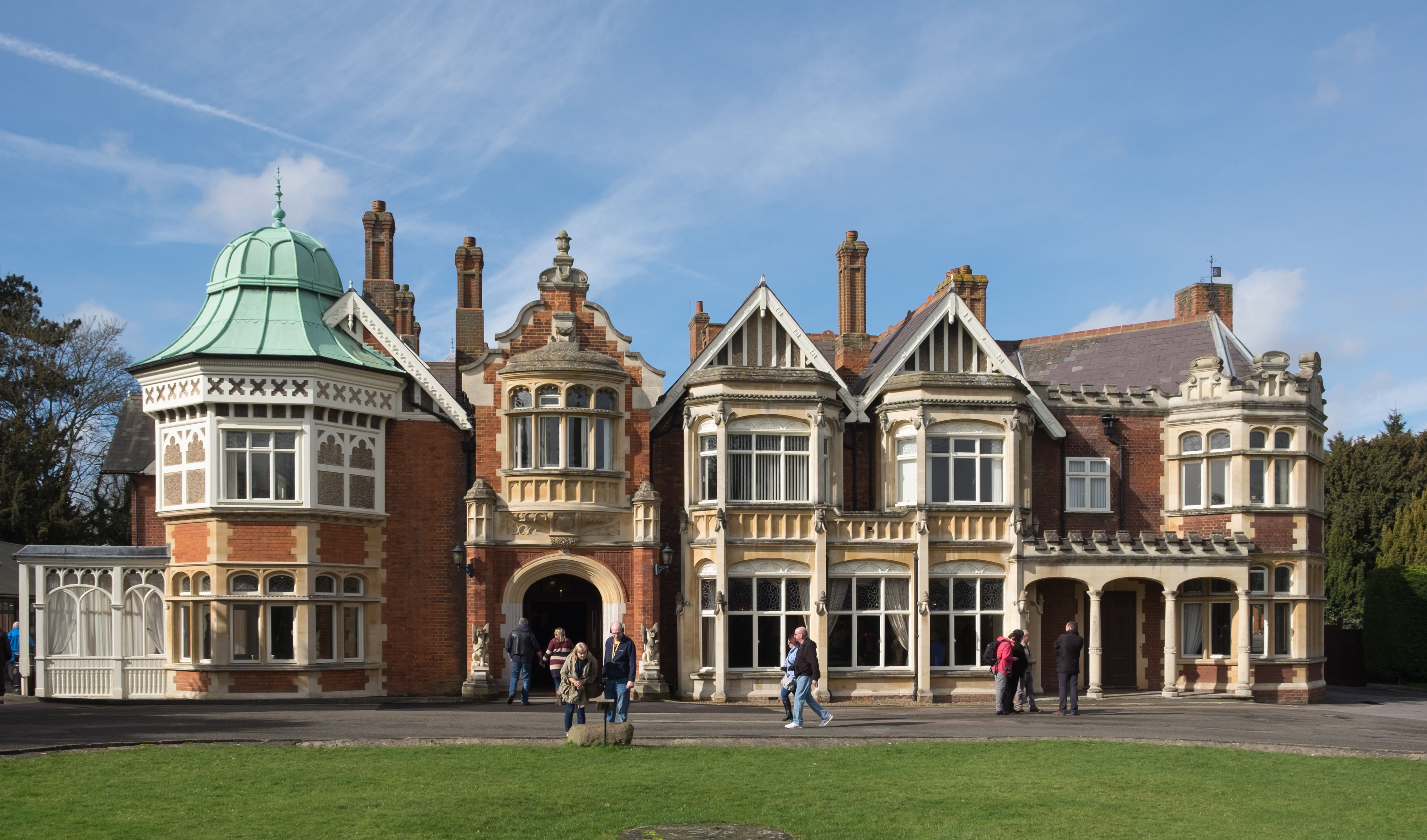
Das Bletchley Park House (auch genannt: The mansion) wurde nach seinem Tod zur Zentrale der britischen Codeknacker und ist heute ein Museum (2017)

Sir Herbert Samuel Leon, 1. Baronet, MP (* 11. Februar 1850; † 23. Juli 1926) war ein englischer Unternehmer und Politiker der Liberal Party.

## Leben
Herbert Leon war der zweite Sohn des wohlhabenden Börsenmaklers George Isaac Leon († 1885) aus dessen Ehe mit Julia Ann Samuel († 1901). Kurz nach seinem 20. Geburtstag trat er in die Firma seines Vaters ein und betätigte sich selbst mit großem Erfolg als Börsenmakler.
Im Jahr 1882 erwarb er das Bletchley Park House, ein Herrenhaus in Bletchley, Buckinghamshire, etwa 70 km nordwestlich von London, das kurz zuvor (1871–1881) im „altenglischen Stil“ (siehe auch: Neugotik) erbaut worden war. Dazu gehörte der umgebende Park mit einer Gesamtfläche von 581 acres (etwa 235 Hektar). Er nutze das Anwesen als Hauptwohnsitz seiner Familie, auch weil von hier aus die Hauptstadt per Zug gut zu erreichen war. Darüber hinaus verfügten sie über drei weitere Wohnsitze, und zwar in Schottland, Kent und London.
Bei einer Nachwahl am 28. Mai 1891 wurde er als Abgeordneter der Liberal Party für den Wahlkreis Buckingham ins Unterhaus des britischen Parlaments gewählt. Bei der Unterhauswahl 1892 wurde er wiedergewählt und hatte das Mandat bis zum 13. Juli 1895 inne, als er bei der Unterhauswahl 1895 unterlag. Bei der Unterhauswahl 1906 kandidierte er erfolglos im Wahlkreis der Handsworth Division of Staffordshire. Mit dem späteren (1916–1922) Premierminister, David Lloyd George, war er persönlich befreundet.
Von 1909 bis 1910 amtierte er als High Sheriff of Buckinghamshire. Am 5. Juli 1911 wurde er als Baronet geadelt und erhielt den erblichen Titel Baronet, of Bletchley Park, in the Parish of Bletchley, in the County of Buckingham. Er starb im Alter von 76 Jahren und hinterließ ein Vermögen von mehr als 700.000 £.
Nach dem Tod auch seiner Witwe, Fanny, Lady Leon, die ihn um elf Jahre überlebt hatte, entschied sein ältester Sohn, George Leon, das Anwesen zu veräußern. Bletchley Park wurde im Jahr 1937 zunächst von Hubert Faulkner gekauft. Noch im selben Jahr wurde es jedoch von Hugh Sinclair erworben, Admiral der Royal Navy und Chef des britischen Nachrichtendienstes Secret Intelligence Service (SIS), auch bekannt als MI6. Dieser ließ hier die Government Code and Cipher School (GC&CS) unterbringen, die während des Zweiten Weltkriegs (1939–1945) geschichtliche Bedeutung als zentrale militärische Dienststelle erlangte. Hier arbeiteten britische Codebreakers („Codeknacker“) äußerst erfolgreich an der Entzifferung des verschlüsselten deutschen militärischen Nachrichtenverkehrs (siehe auch: Kryptanalyse der Enigma und Kryptanalyse der Lorenz-Maschine).

## Ehen und Nachkommen
In erster Ehe heiratete er am 4. Juni 1873 Esther Julia Beddington (1853–1875). Mit ihr hatte er zwei Kinder:
- Mabel Julia Leon (1874–1970), ⚭ 1897 Henry Hyman Haldin;
- Sir George Edward Leon, 2. Baronet (1875–1947), ⚭ (1) 1899 Mildred Ethel Jennings, ⚭ (2) 1928 Anne Dorothy Browne.

Am 4. August 1880 heiratete er in zweiter Ehe Fanny Hyman († 1937). Mit ihr hatte er weitere zwei Kinder:
- Margaret Alice Leon (1881–1967), ⚭ 1899 Cecil Frank Raphael;
- Reginald Herbert Leon (1882–1960), ⚭ (1) 1906–1916 Rita Ethel Mocatta, ⚭ (2) 1936 Mary Millicent Blagbrough.

Der britische Schauspieler John Ronald Leon Standing (* 1934), 4. Baronet, ist sein Urenkel und Erbe seines Titels. Der britische Historiker Hugh Sebag‑Montefiore (* 1955), Autor unter anderem eines Sachbuchs über die „Enigma“, also der Chiffriermaschine, die in Bletchley Park gebrochen wurde, ist ein Urenkel seiner Tochter aus erster Ehe.